# Hong Ying
Hong Ying (kinesiska: 虹影, pinyin: Hóng Yǐng), egentligen Chen Hongying, född 21 september 1962 i Chongqing, Sichuan är en kinesisk författare.
Hong Ying växte upp i en fattig familj som fick göra stora uppoffringar för att hon skulle få studera. Hon började skriva poesi och noveller i tonåren och studerade en tid vid Författarskolan Lu Xun i Peking och vid Fudanuniversitetet i Shanghai.
Hon blev först uppmärksammad som poet i slutet av 1980-talet. Efter protesterna och massakern på Himmelska fridens torg 1989 lämnade hon Kina och flyttade till London. Senare har hon återvänt till Peking.
Hong Ying är en mycket produktiv författare och har givit ut ett tiotal romaner samt novell- och diktsamlingar. Hennes verk skildrar ofta starka kvinnor som bryter mot konventionerna och öppet visar sin sexualitet. Tidiga romaner som Svekets sommar och Flodens dotter har självbiografiska inslag medan senare verk hämtar motiv från Kinas historia under 1800- och 1900-talen.